# Маріанна Чорней
Маріанна Чорней (угор. Marianna Csörnyei; 8 жовтня 1975) — угорська вчена-математик. Працює нині професором в Чиказькому університеті. Проводить дослідження в реальному аналізі, теорії геометричних мір і геометричному нелінійному функціональному аналізі. Довела еквівалентність понять нульової міри нескінченно-мірного Банахового простору.

## Біографія
Народилась Маріанна Чорней 8 жовтня 1975 року в Будапешті. Захистила докторський ступінь в Університеті ім. Лоранда Етвеша під керівництвом Дьордь Петруска. В 1999–2011 роках вона була професором кафедри математики Лондонського університетського коледжу. Працювала професором в Єльському університеті (2009–2010 рр.). Зараз вона працює в Чиказькому університеті.
Маріанна Чорней є редактором математичного журналу Real Analysis Exchange.

## Нагороди та визнання
- 2002: Премія Вайтгеда
- 2002: Wolfson Research Merit Award[en] від Королівського товариства
- 2008: премія Філіппа Леверульма[en] з математики та статистики[4][5]
- 2010: лектор Міжнародного конгреу математиків[6]

## Доробок
- Aronszajn null and Gaussian null sets coincide. Israel J. Math. 111 (1999), 191–201.
- mit Hencl, Maly: Homeomorphisms in the Sobolev space W1,n−1. J. Reine Angew. Math. 644 (2010), 221–235.
- mit Alberti, Preiss: Differentiability of Lipschitz functions, structure of null sets, and other problems.  Proceedings of the International Congress of Mathematicians. Volume III, 1379–1394, Hindustan Book Agency, New Delhi, 2010.